# Kanton Morestel
Morestel is een kanton van het Franse departement Isère. Het kanton maakt deel uit van het arrondissement La Tour-du-Pin. Het heeft een oppervlakte van 345.56 km² en telde 38.493 inwoners in 2018, dat is een dichtheid van 111 inwoners/km².

## Gemeenten
Het kanton Morestel omvatte tot 2014 de volgende 18 gemeenten:
- Arandon
- Les Avenières
- Le Bouchage
- Bouvesse-Quirieu
- Brangues
- Charette
- Courtenay
- Creys-Mépieu
- Montalieu-Vercieu
- Morestel (hoofdplaats)
- Passins
- Porcieu-Amblagnieu
- Saint-Sorlin-de-Morestel
- Saint-Victor-de-Morestel
- Sermérieu
- Vasselin
- Veyrins-Thuellin
- Vézeronce-Curtin

Door de herindeling van de kantons bij decreet van 18 februari 2014, met uitwerking op 22 maart 2015, werd het kanton uitgebreid met 7 gemeenten.

Door de samenvoeging op 1 januari 2016 van de gemeenten Les Avenières en Veyrins-Thuellin tot de fusiegemeente (commune nouvelle) Les Avenières Veyrins-Thuellin en door de samenvoeging op 1 januari 2017 van de gemeenten Arandon en Passins tot de fusiegemeente (commune nouvelle) Arandon-Passins omvat het kanton sindsdien volgende 23 gemeenten : 
- Arandon-Passins
- Les Avenières Veyrins-Thuellin
- La Balme-les-Grottes
- Le Bouchage
- Bouvesse-Quirieu
- Brangues
- Charette
- Corbelin
- Courtenay
- Creys-Mépieu
- Montalieu-Vercieu
- Morestel
- Optevoz
- Parmilieu
- Porcieu-Amblagnieu
- Saint-Sorlin-de-Morestel
- Saint-Victor-de-Morestel
- Sermérieu
- Soleymieu
- Vasselin
- Vertrieu
- Vézeronce-Curtin
- Vignieu